# Mau a Pule
Mau a Pule, auch Mau o Pule, ist die Bezeichnung für zwei Unabhängigkeitsbewegungen auf Samoa. Die erste richtete sich in den Jahren 1908 und 1909 gegen die deutsche Kolonialherrschaft, die zweite 1926 bis 1928 gegen das neuseeländische Völkerbundmandat über Westsamoa.

## Aufstand gegen die deutsche Kolonialherrschaft

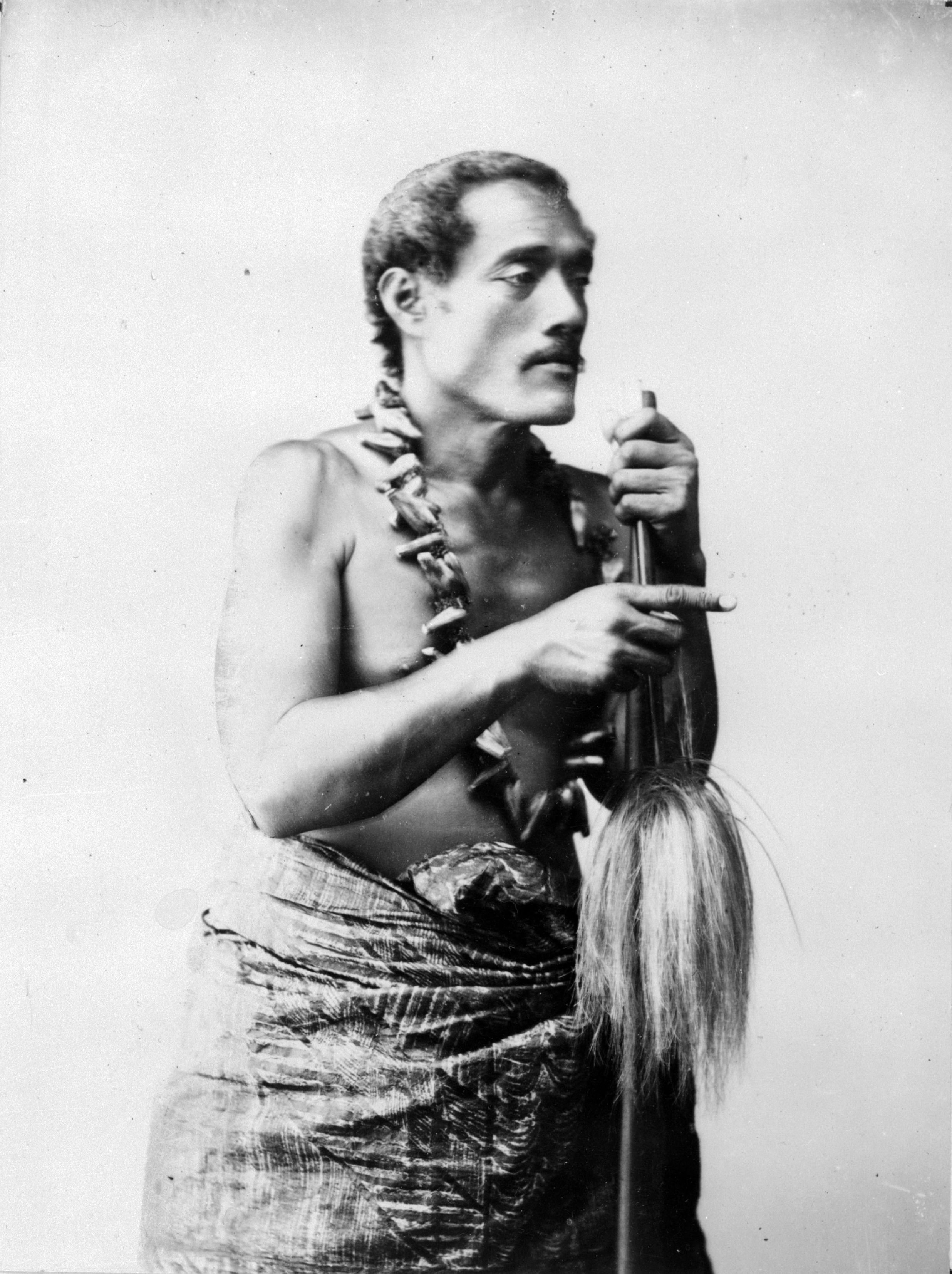
Lauaki Namulauulu Mamoe, Anführer der ersten Mau-a-Pule-Bewegung

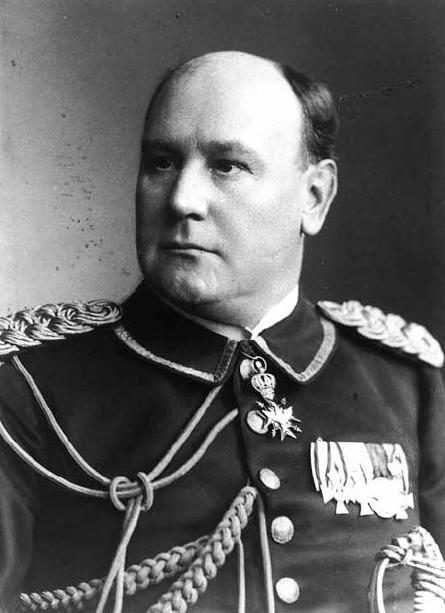
Gouverneur Wilhelm Solf

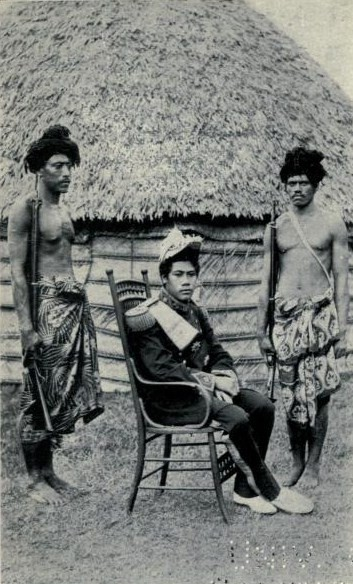
Malietoa Tanumafili I. mit Gefolgschaft, circa 1911

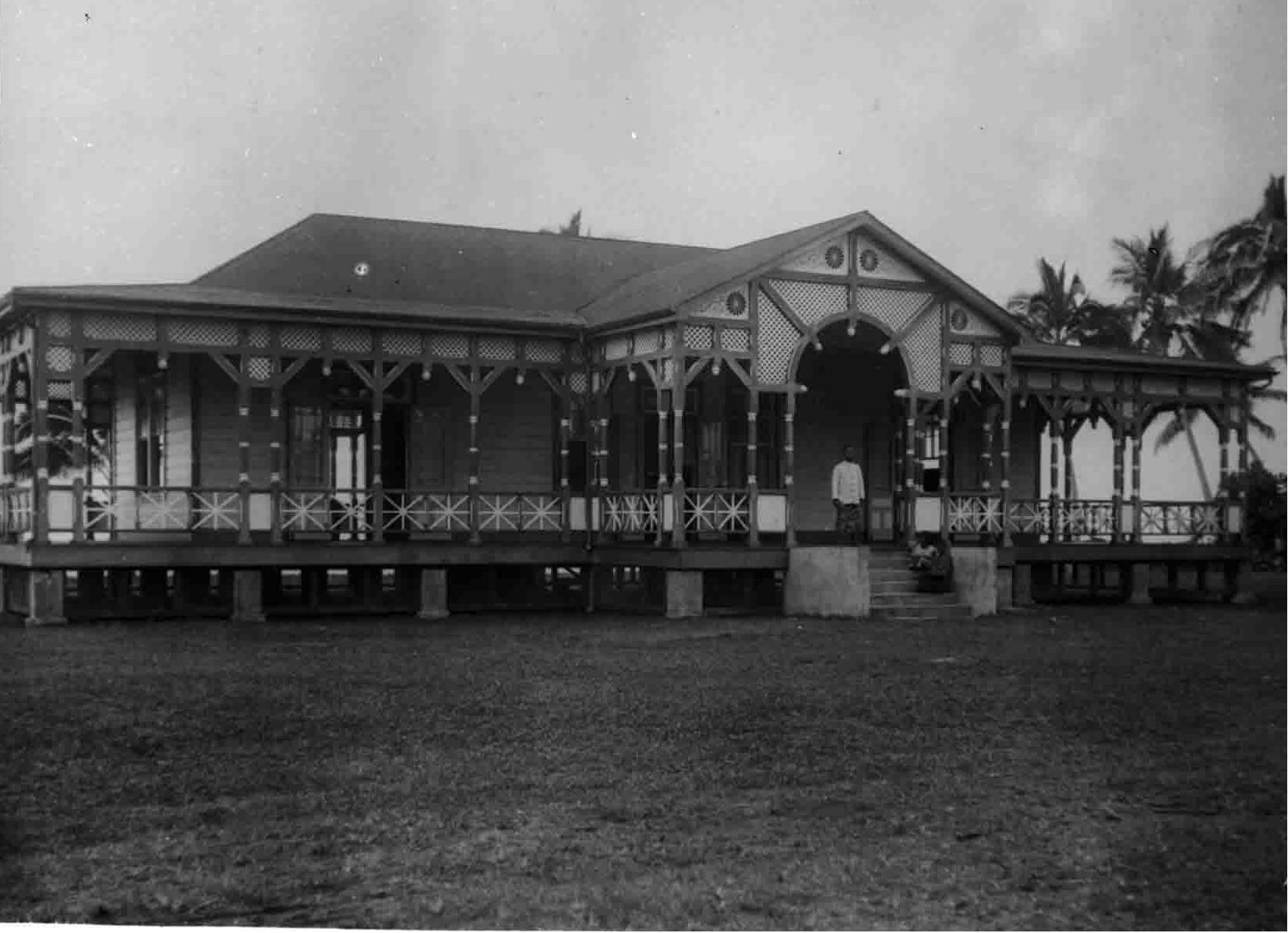
Sitz der Faipule

Die Matai, die samoanischen Familienoberhäupter, die traditionell über die Belange ihrer Sippe entschieden, waren seit den 1850er Jahren in zwei Fraktionen, die Tumua und die Pule, gespalten, die um die Vorherrschaft auf den Inseln Upolu und Savaiʻi kämpften. Dies führte in der zweiten Hälfte des 19. Jahrhunderts zu bürgerkriegsähnlichen Konflikten, die durch das erwachte Interesse der imperialistischen Großmächte an Schärfe zunahmen. 1899 wurden die Samoainseln im Samoa-Vertrag zwischen dem Deutschen Kaiserreich und den USA aufgeteilt; das Deutsche Reich erhielt das Deutsch-Samoa genannte Westsamoa, die USA den östlichen Amerikanisch-Samoa genannten Teil. Wilhelm Solf wurde zum Gouverneur von Deutsch-Samoa ernannt. Um die Inseln zu verwalten, ernannte er je einen Mata'i zum Oberhaupt eines Dorfes, der dort juristische und exekutive Funktionen wahrnahm, und berief einen Beirat aus den Oberhäuptern der mächtigsten Sippen (Fono o  Faipule).
Die Sieger der innersamoanischen Kriege im 19. Jahrhundert verkauften das Land der Besiegten oft an weiße Siedler. Die deutsche Kolonialmacht verhalf deren Ansprüchen zur Durchsetzung, indem sie Samoaner von diesem Land vertrieb. Die beiden Mata'i-Föderationen Tumua und Pule wurden verboten, der Chef der Tumua-Konföderation, Mataafa Josefo, jedoch zum höchsten einheimischen Würdenträger (Ali'i Sili) ernannt. Dies führte auf der Insel Savai'i, der Heimat der Pule-Föderation, zu Unzufriedenheit, die durch Ruhr- und Keuchhustenepidemien und die Zerstörungen durch einen Vulkanausbruch im Jahr 1907 zusätzlich Auftrieb erhielt. Lauaki Namulauulu Mamoe (auch Lauati genannt), ein Angehöriger der Pule-Föderation, organisierte die wichtigsten Sippenoberhäupter der Pule-Föderation zum Widerstand gegen die Aktionen des deutschen Gouvernements. Ihr letztendliches Ziel war die Ablösung Mataafas durch den Chef der Pule-Konföderation, Malietoa Tanumafili I. (1879–1939). Lauati war selbst kein Matai, jedoch ein begabter Redner und erfolgreicher Truppenführer in den innersamoanischen Konflikten der 1890er Jahre.
Die Teilnehmer des Aufstands richteten zunächst eine Petition an Solf, in der sie eine Offenlegung des Budgets der Kolonialverwaltung in samoanischer Sprache sowie die Wiedereinsetzung der beratenden Versammlung, der sämtliche Mata'i angehörten, anstelle des aus wenigen Häuptlingen bestehenden Fono i Faipule forderten. Solf wies ihre Forderungen zurück. Daraufhin begannen die Pule den Aufstand: Nachdem Solf Ende 1908 nach Deutschland gereist war, setzten sie mit 25 Doppelrumpfbooten, die mit Kriegern besetzt waren, von Savai'i nach Upolu über. Gouverneur Solf beorderte drei Kriegsschiffe nach Samoa, die dort im März 1909 eintrafen und Savai'i umzingelten. Die nach Upolu übergesetzten Aufständischen ergaben sich den deutschen Truppen. Lauati floh trotz seines Versprechens an den Gouverneur, auf Upolu zu bleiben, nach Savai'i. Dort versteckt er sich mit seinen Anhängern, bis sie von Missionaren zur Aufgabe überredet wurden. Lauati, sein Bruder und fünfzehn weitere Aufstandsführer wurden auf das damals zu Deutschland gehörende Saipan deportiert.
Der Mau-Aufstand von 1909 war nur lose organisiert und nutzte traditionelle Spannungen unter den samoanischen Sippen aus. Zudem war er grundsätzlich nicht gegen die deutsche Herrschaft gerichtet, die von den meisten Samoanern positiv beurteilt wurde. Die Bewegung war vielmehr Ausdruck eines Widerstandes gegen unrechtmäßige Vorgehensweisen des Gouvernements. Durch die Politik Solfs konnte die Erhebung friedlich beendet werden. Dennoch wurde der Aufstand in der Folge zu einem Eckpfeiler der samoanischen Identitätsbildung und nahm stückweise die Rolle eines nationalen Gründungsmythos an.

## Das Völkerbundmandat Neuseelands
Nach dem Ausbruch des Ersten Weltkriegs wurde Westsamoa am 30. August 1914 von neuseeländischen Truppen besetzt und stand bis 1920 unter neuseeländischer Militärverwaltung, danach wurde es Neuseeland als Völkerbundmandat der Klasse C zugesprochen. Anders als die deutsche Kolonialherrschaft bemühte sich die neuseeländische Verwaltung, das Land nach neuseeländischen Maßstäben „modern“ zu entwickeln. Besonders unter dem seit 1925 amtierenden Gouverneur Georges Stafford Richardson wurden öffentliche Schulen gebaut und der medizinische Dienst entwickelt, aus Einheimischen bestehende Verwaltungsbeiräte ernannt und die Macht der Mata'i beschnitten, die nun auch vom Gouverneur abgesetzt werden konnten. Finanziert wurden diese Maßnahmen neben Zuschüssen aus Neuseeland durch eine bereits während des Krieges eingeführte Exportbesteuerung und Kopfsteuern, die die Samoaner zu zahlen hatten. Dies führte sowohl unter den in Samoa lebenden Weißen und Mischlingen als auch unter den polynesischen Samoanern zu zunehmender Unzufriedenheit. 1926 kam es zu mehreren Protestkundgebungen in Apia mit 300 bis 600 Teilnehmern, die Petitionen an das neuseeländische Parlament richteten. Richardson entzog den Anführern der Unruhen jedoch die Pässe, um sie an der Reise nach Neuseeland zu hindern, und setzte mehrere beteiligte Mata'i ab. Die Führung der Unruhen ging von da an in die Hände der polynesischen Samoaner über, die über diese Maßnahme besonders aufgebracht waren. In Anlehnung an den Aufstand von 1909 wurde sie Mau genannt, was auf Samoanisch auch „feste Überzeugung, Glaube“ bedeutet. In weiten Teilen Samoas wurden Anordnungen der Regierung nicht mehr ausgeführt, die Schulen nicht mehr besucht und die Felder nicht mehr bestellt. Der Besuch einer neuseeländischen Regierungskommission im Herbst 1927 brachte keine Entspannung. Richardson und sein Nachfolger Stephen Allen wussten sich nur durch verstärkten Polizeieinsatz und Ausweisung der vermeintlichen Anführer der Bewegung zu helfen, außerdem riefen sie Einheiten der Marine nach Samoa. 1928 gipfelten die Unruhen in einer blutig niedergeschlagenen Demonstration in Apia, dabei kamen elf Demonstranten ums Leben. Erst 1930 entspannte die neugewählte Labour-Regierung Neuseelands die Situation, indem sie Richardson abberief, die Truppen zurückbeorderte und die Einheimischen stärker an der Verwaltung des Landes beteiligte.
Westsamoa erlangte seine Unabhängigkeit von Neuseeland 1962, der Staatsname wurde 1997 von Westsamoa zu Samoa geändert.
Im Jahr 2002 entschuldigte sich die neuseeländische Premierministerin Helen Clark bei Samoa für die bei der Unterdrückung des Aufstands verübte Gewalt.